# Fay-le-Clos
Fay-le-Clos è un comune francese di 165 abitanti situato nel dipartimento della Drôme della regione dell'Alvernia-Rodano-Alpi.

## Società

### Evoluzione demografica
Abitanti censiti